# Strošinci
Strošinci su selo u općini Vrbanja u Vukovarsko-srijemskoj županiji. Nalazi se na granici sa Srbijom. Sa selima županjske Posavine spada u područje Cvelferije.
Cestovno su povezani s Račinovcima, Soljanima, Lipovcem i Jamenom (Srbija). Asfaltirane ceste vode jedino prema Jameni i Soljanima, a kako granični prijelaz sa Srbijom još nije u planu, put iz Strošinaca do ostatka Hrvatske vodi jedino preko Soljana.
Prema popisu stanovništva iz 2011. godine, Strošinci imaju 492 stanovnika.

## Stanovništvo
| broj stanovnika | 659   | 784   | 1134  | 1364  | 1240  | 1223  | 958   | 1014  | 950   | 989   | 974   | 916   | 784   | 696   | 668   | 492   | 361   |
|                 | 1857. | 1869. | 1880. | 1890. | 1900. | 1910. | 1921. | 1931. | 1948. | 1953. | 1961. | 1971. | 1981. | 1991. | 2001. | 2011. | 2021. |

## Šport
U Strošincima postoji samo jedan športski klub, i to nogometni - NK Srijemac. Trenutačno se natječe u II. županijskoj nogometnoj ligi Vukovarsko-srijemske županije, nogometno središte Županja, što je najniži razred natjecanja.